# Jan Sjoerd Pasterkamp
Jan Sjoerd Pasterkamp (Zaandam, 14 september 1944 - Rotterdam, 10 maart 2020) was een Nederlandse voorganger en zendeling uit de pinksterbeweging. Binnen deze christelijke stroming was hij een bekende spreker en een leidinggevende figuur.

## Bekering en evangelisatie
In 1960 kwam hij tot bekering naar aanleiding van het beluisteren van een grammofoonplaat van de evangelist Ben Hoekendijk. Een paar jaar later, zo rond zijn achttiende, begon Pasterkamp met zijn godsdienstige bediening. Samen met zijn vriendin Coby verzorgden ze een jaar of drie studies over de Bijbel, leidden jeugdgroepen en deden aan evangelisatie. Zo trokken ze in 1964 en 1965 onder de vlag van de pinksterorganisatie Stromen van Kracht met paard en wagen die voor de gelegenheid was opgetuigd met Bijbelteksten op de zijflanken, al evangeliserend rond.

## Zendeling
Nadat Pasterkamp in 1966 op zijn 21e met zijn vriendin was getrouwd reisde het echtpaar direct af naar Australië om daar onder de vleugels van de organisatie van de Amerikaanse evangelist Thomas Lee Osborn als zendeling aan de slag te gaan. Samen met de evangelist Frans Hoekendijk leidden zij daar een lange reeks van evangelisatiecampagnes. In 1968 trokken zij naar Papoea-Nieuw-Guinea waar zij veertien jaar lang eveneens in de zending actief waren. Behalve een groot aantal tochten door het ruige binnenland richtten zij er diverse kerkelijke gemeenten op en waren ze behulpzaam bij het stichten van een drietal Bijbelscholen. Hun drie zonen werden op dit eiland geboren.

Uitgangspunt van hun zendingswerk was wat er in Matteüs 28:18-20 staat geschreven (ook wel de Grote Opdracht genoemd). Pasterkamp en zijn vrouw wilden niet alleen afzonderlijke personen bekeren tot het christelijk geloof maar hadden ook gehele volkeren op het oog; dit laatste pasten zij toe op de inwoners van Papoea-Nieuw-Guinea. Volgelingen (discipelen) van Jezus Christus wilden zij leren te voldoen aan hetgeen in de Bergrede staat vermeld (Matteüs 5:1-8:1).
Daarna verlegden ze hun werkterrein in noordelijker richting en verbleven ze vier jaar in Japan om vervolgens weer naar Australië terug te keren om daar nog eens zes jaar als zendeling te vertoeven.

## Voorganger
Na eind 1992 in Nederland te zijn teruggekomen, zette het echtpaar zich in voor de Beréa-gemeenten in Haarlem en Amsterdam. Zes jaar later in 1998 werd er een dringend op beroep op hen gedaan de crisis te helpen oplossen die was ontstaan bij Evangelisch Centrum De Kandelaar in Rotterdam - later omgedoopt in Evangelisch Centrum Europoort - door tijdelijk de leiding op zich te nemen. Na een jaar interim voorganger te zijn geweest, was hij van 1999 tot 2007 voorganger van deze (internationaal georiënteerde) pinkstergemeente. Vanwege medische kwalen moest hij stoppen met het voorgangerschap. In zijn werk richtte hij zich erop gelovigen te leren als discipelen van Jezus te functioneren waarbij, evenals tijdens zijn zendingsperiode het geval was, de Bergrede als normgevend kader een zeer grote rol was toebedacht.

## Spreker en bestuurder
In Nederland genoot Pasterkamp bekendheid van zijn werk voor het charismatische blad Herstel en van de daaraan verbonden Herstelweken waar gelovigen onderwijs krijgen en hun gebedsgenezing en bevrijding van demonen wordt aangeboden. Ook gaf hij veelvuldig spreekbeurten op allerlei conferenties van de charismatische- en pinksterbeweging zoals de jaarlijkse in het pinksterweekend gehouden conferentie Opwekking en die van de christelijke jongerenorganisatie Soul Survivor.
Pasterkamp beperkte zich in zijn contacten niet tot zijn eigen groepering - de pinksterbeweging - maar zocht ook de omgang met christenen van andere kerkelijke richtingen.
Naast zijn werk als voorganger en spreker was hij lid van het dagelijks bestuur van de Verenigde Pinkster- en Evangeliegemeenten (VPE), de Nederlandse afdeling van de wereldwijde Assemblies of God.

## Werk
- Davids tabernakel: aanbidding, het herstel van Gods tegenwoordigheid in je leven en de gemeente, samen met Ivar van der Sterre, druk 2004, 168 blz., uitgeverij Stichting HerstelTeam - Beverwijk, ISBN 90-77476-03-2.